# Lars Hamann
Lars Hamann  (ur. 4 kwietnia 1989) – niemiecki lekkoatleta specjalizujący się w rzucie oszczepem.
Odpadł w eliminacjach podczas mistrzostw świata w Moskwie (2013), Pekinie (2015) oraz na mistrzostwach Starego Kontynentu w Amsterdamie (2016).
Medalista mistrzostw Niemiec.
Reprezentant kraju w meczach międzypaństwowych i zimowym pucharze Europy w rzutach.
Rekord życiowy: 86,71 (13 maja 2017, Offenburg).

## Osiągnięcia
| Rok  | Impreza                        | Miejsce   | Lokata            | Wynik |
| ---- | ------------------------------ | --------- | ----------------- | ----- |
| 2010 | Zimowy puchar Europy w rzutach | Arles     | 3. miejsce U-23   | 74,72 |
| 2013 | Mistrzostwa świata             | Moskwa    | el. – 23. miejsce | 77,10 |
| 2014 | Zimowy puchar Europy w rzutach | Leiria    | 6. miejsce        | 79,65 |
| 2015 | Mistrzostwa świata             | Pekin     | el. – 16. miejsce | 79,56 |
| 2016 | Mistrzostwa Europy             | Amsterdam | el. – 20. miejsce | 78,07 |

## Postęp[1]
| Rok  | Data             | Miejsce                | Wynik |
| ---- | ---------------- | ---------------------- | ----- |
| 2006 | 19 Sierpnia 2006 | Jablonec nad Nysą      | 65,83 |
| 2007 | 10 Marca 2007    | San Javier             | 68,40 |
| 2008 | 20 Lipca 2008    | Berlin                 | 71,03 |
| 2009 | 17 Czerwca 2009  | Schönebeck             | 74,23 |
| 2010 | 14 Sierpnia 2010 | Ratyzbona              | 77,24 |
| 2011 | 25 Czerwca 2011  | Brema                  | 74,85 |
| 2012 | 10 Czerwca 2012  | St. Wendel             | 79,55 |
| 2013 | 19 Lipca 2013    | Neukieritzsch          | 84,20 |
| 2014 | 16 Marca 2014    | Leiria                 | 79,65 |
| 2015 | 13 Września 2015 | Stadio Raul Guidobaldi | 84,27 |
| 2016 | 2 Września 2016  | Thum                   | 85,79 |
| 2017 | 13 Maja 2017     | Offenburg              | 86,71 |